# Solange Rodríguez
Pour les articles homonymes, voir Rodríguez et Dragon (homonymie).
Solange Rodríguez Pappe, plus communément appelée Solange Rodríguez, et également connue sous le pseudonyme de Hembra Dragón, est une écrivaine équatorienne née en 1976 à Guayaquil. Son œuvre est principalement composée de courtes nouvelles.

## Biographie
Solange Rodríguez naît à Guayaquil en 1976.

## Carrière
Outre sa carrière d'écrivaine, Solange Rodríguez exerce successivement des emplois de chroniqueuse, activiste culturelle, animatrice d'ateliers d'écriture et enseignante. Elle enseigne tout d'abord les langues et la littérature dans l'enseignement secondaire, puis la lecture et l'écriture de contes à l'Modèle:Université des Arts de l'Équateur,,.

## Œuvre
L'œuvre de Solange Rodríguez se caractérise d'une part par la brièveté de ses fictions, qualifiés de « micro-récits » ; et d'autre part, par la mise en scène de personnages presque exclusivement féminins, souvent en phase de relecture de leur histoire personnelle. Dans ces œuvres évoquant la terreur et les sensations fortes, qui interrogent le lecteur sur l'absurdité du monde et les modèles établis, l'écrivaine utilise un ton léger, ironique, qu'elle considère « en lévitation ». Dans certaines œuvres plus longues, elle acquiert toutefois un ton plus grave,,.
Les récits de Solange Rodríguez sont auto-édités durant les années 2000, avant que les éditeurs ne commencent à s'intéresser à son œuvre et à la publier,.
Recueils de nouvelles publiés :
- (es) Solange Rodríguez, Tinta sangre, 2000
- (es) Solange Rodríguez, Dracofilia, 2005[2]
- (es) Solange Rodríguez, El lugar de las apariciones, 2007
- (es) Solange Rodríguez, Balas perdidas, 2010
- (es) Solange Rodríguez, Caja de magia, 2013
- (es) Solange Rodríguez, La bondad de los extraños, 2014[7]
- (es) Solange Rodríguez, La primera vez que vi un fantasma, 2018[5]
- (es) Solange Rodríguez, De un mundo raro, 2021[6]

## Reconnaissance et récompenses
En 2010, Solange Rodríguez est lauréate du prix national Joaquín Gallegos Lara (es) du meilleur recueil de nouvelles avec Balas perdidas.